# Катастрофа Boeing 737 під Ісламабадом
Авіакатастрофа в Ісламабаді 20 квітня 2012 року — жахлива авіакатастрофа, яка сталась 20 квітня 2012 року. Рейс 213 пакистанської авіалінії Bhoja Air виконував місцевий переліт між містами Карачі та Ісламабадом. 20 квітня 2012 літак Боїнг 737–200, за поганих погодних умов розбився під час наближення до міжнародного аеропорту імені Беназір Бхутто в Ісламабаді. Політ відбувався з міжнародного аеропорту «Джинна» в Карачі зі 118 пасажирами та дев'ятьма членами екіпажу на борту. Розбився за 10 км до місця призначення. На борту перебував 121 пасажир та 6 членів екіпажу. Усі вони загинули.

## Літак
Нещасний випадок стався з літаком Боїнг 737–200, реєстраційний номер AP-BKC (серійний номер 23167). Перший політ літак здійснив 13 грудня 1984 і перебував на службі в British Airways і Comair. Літак придбали у Shaheen Air, яка списала його як непридатний для польотів.

## Катастрофа
Літак обслуговував місцевий рейс з міжнародного аеропорту Джинна, Карачі до міжнародного аеропорту Беназір Бхутто, Ісламабад, це був перший рейс за цим маршрутом. На облавку перебувало дев'ятеро членів екіпажу та 118 пасажирів. Політ почався в Карачі о 17:00 за місцевим часом (12:00 UTC) і мав приземлитися в Ісламабаді о 18:50 (13:50 UTC). О 18:40 літак розбився за 10 км від місця призначення, поруч із поселенням Хусаїн Абад. Свідки твердять, що літак палав ще в повітрі. Усі 127 осіб загинули. Під час події йшов сильний дощ. Оскільки падіння відбулося в населеній зоні, були побоювання щодо додаткових жертв на землі.

## Пасажири та екіпаж
| Громадянство | Смертність | Смертність | Загалом |
| Громадянство | Пасажири   | Екіпаж     | Загалом |
| ------------ | ---------- | ---------- | ------- |
| Пакистан     | 117        | 9          | 126     |
| США          | 1          | 0          | 1       |
| Загалом      | 118        | 9          | 127     |